# Gran Premio di Monaco 1955
Il Gran Premio di Monaco 1955 fu la seconda gara della stagione 1955 del Campionato mondiale di Formula 1, disputata il 22 maggio sul Circuito di Monte Carlo.
Stirling Moss, dopo aver firmato per la Mercedes per la stagione successiva, viene sostituito alla Maserati da Jean Behra.
Il pilota monegasco Louis Chiron, che corse in questo Gran Premio all'età di 55 anni, diventa il pilota più anziano ad aver preso parte ad un Gran Premio di Formula 1, record imbattuto. Si tratta dell'ultimo Gran Premio a cui partecipò Alberto Ascari, che morirà appena 4 giorni dopo in un incidente all'Autodromo di Monza.

## Qualifiche
I risultati delle prove ufficiali sanciscono la superiorità di Juan Manuel Fangio, di Alberto Ascari e del giovane Stirling Moss su tutti gli altri. Fangio ed Ascari, addirittura, segnano il medesimo tempo, ma Moss, con la seconda Mercedes, è staccato di appena 1/10 di secondo. Bene anche Castellotti, che riesce a spiccare il quarto miglior tempo ed a piazzarsi così in seconda fila. Gli altri due alfieri della Lancia sono più staccati: Villoresi è settimo, Chiron è 19°, cioè penultimo. Le Ferrari non brillano (Maurice Trintignant, il miglior ferrarista, è in quarta fila con il nono tempo) mentre le Maserati appaiono relativamente più veloci (Jean Behra quinto, Roberto Mières sesto, Luigi Musso ottavo). La Gordini meglio piazzata, quella di Robert Manzon, è appena tredicesima, preceduta dalla Vanwall di Mike Hawthorn.
| Pos                     | N° | Pilota              | Auto               | Squadra                   | Tempo           | Distacco |
| ----------------------- | -- | ------------------- | ------------------ | ------------------------- | --------------- | -------- |
| 1                       | 2  | Juan Manuel Fangio  | Mercedes-Benz W196 | Daimler-Benz AG           | 1:41.1          | -        |
| 2                       | 26 | Alberto Ascari      | Lancia D50         | Scuderia Lancia           | 1:41.1          | +0.0     |
| 3                       | 6  | Stirling Moss       | Mercedes W196      | Daimler-Benz AG           | 1:41.2          | +0.1     |
| 4                       | 30 | Eugenio Castellotti | Lancia D50         | Scuderia Lancia           | 1:42.0          | +0.9     |
| 5                       | 34 | Jean Behra          | Maserati 250F      | Officine Alfieri Maserati | 1:42.6          | +1.5     |
| 6                       | 36 | Roberto Mieres      | Maserati 250F      | Officine Alfieri Maserati | 1:43.7          | +2.6     |
| 7                       | 28 | Luigi Villoresi     | Lancia D50         | Scuderia Lancia           | 1:43.7          | +2.6     |
| 8                       | 38 | Luigi Musso         | Maserati 250F      | Officine Alfieri Maserati | 1:44.3          | +3.2     |
| 9                       | 44 | Maurice Trintignant | Ferrari 625        | Scuderia Ferrari          | 1:44.4          | +3.3     |
| 10                      | 4  | André Simon         | Mercedes W196      | Daimler-Benz AG           | 1:45.5          | +4.4     |
| 11                      | 40 | Cesare Perdisa      | Maserati 250F      | Officine Alfieri Maserati | 1:45.6          | +4.5     |
| 12                      | 18 | Mike Hawthorn       | Vanwall VW1        | Vandervell Products Ltd.  | 1:45.6          | +4.5     |
| 13                      | 8  | Robert Manzon       | Gordini Tipo 16    | Equipe Gordini            | 1:46.0          | +4.9     |
| 14                      | 42 | Nino Farina         | Ferrari 625        | Scuderia Ferrari          | 1:46.0          | +4.9     |
| 15                      | 48 | Piero Taruffi       | Ferrari 555        | Scuderia Ferrari          | 1:46.0          | +4.9     |
| 16                      | 12 | Élie Bayol          | Gordini Tipo 16    | Equipe Gordini            | 1:46.5          | +5.4     |
| 17                      | 14 | Louis Rosier        | Maserati 250F      | Ecurie Rosier             | 1:46.7          | +5.6     |
| 18                      | 46 | Harry Schell        | Ferrari 555        | Scuderia Ferrari          | 1:46.8          | +5.7     |
| 19                      | 32 | Louis Chiron        | Lancia D50         | Scuderia Lancia           | 1:47.3          | +6.2     |
| 20                      | 10 | Jacques Pollet      | Gordini Tipo 16    | Equipe Gordini            | 1:49.4          | +8.3     |
| Vetture non qualificate |    |                     |                    |                           |                 |          |
| NQ                      | 22 | Lance Macklin       | Maserati 250F      | Stirling Moss Ltd.        | 1:49.4          | +8.3     |
| NQ                      | 24 | Ted Whiteaway       | HWM 54-Alta        | Privato                   | 1:57.2          | +16.1    |
| NQ                      | 4  | Hans Herrmann       | Mercedes W196      | Daimler-Benz AG           | Ferito in prova |          |

## Gara
Ascari non è autore di una partenza azzeccata, ed al primo giro si ritrova in quarta posizione, preceduto da Fangio, dal compagno di squadra Castellotti e da Moss. Al 10º giro, dietro al leader Fangio, troviamo Moss, poi Ascari che ha appena superato Castellotti, e la Maserati di Behra. Quest'ultimo però rinviene fortissimo e ri-supera prima Castellotti e poi anche Ascari, portandosi al terzo posto alle spalle del duo Mercedes. Al 35º giro, Castellotti è costretto al box per far controllare una ruota ma anche per rabboccare il carburante. Al 40º giro la situazione è: 1° Fangio, 2° Moss (molto vicino al compagno di marca), 3° Behra a 43” e 4° Ascari a 50”, 5° il sorprendente Maurice Trintignant con la Ferrari (staccato però di 1'20” da Fangio), 6° Mières e 7° Villoresi. Al 42º giro, Behra si ferma lungamente al box per sistemare un raccordo della tubazione dell'olio e viene doppiato. Alla Maserati si pensa di far passare Behra alla guida della macchina di Cesare Perdisa (in miglior posizione), mentre al bolognese non resta che sistemarsi al volante della più attardata macchina di Behra. Poco prima di metà gara, il primo vero colpo di scena di questo Gran Premio: Fangio si ritira per la rottura del ponte. Passa così a condurre Moss, con 1'22” di vantaggio sulla D50 di Ascari. Tutti gli altri sono già stati doppiati: Trintignant è 3°, Mières è 4°.
Malgrado l'enorme vantaggio, Stirling Moss continua a tirare come un ossesso, forse per giungere a doppiare anche Ascari, che è l'ultimo concorrente a pieni giri. Ecco che quando mancano venti giri al termine Moss è fermato da un guasto di motore e Ascari si trova in testa; i numerosi italiani presenti si accingono a festeggiare il nuovo leader della corsa, quando il milanese, alla “chicane”  del porto, finisce in mare.
Come riferito dallo stesso Ascari nelle ore successive, la causa del guaio sarebbe stata il bloccaggio del freno anteriore destro, che avrebbe innescato una sbandata verso l'esterno, incontrollabile: dovendo scegliere tra un muretto di sabbia, una piccola tribuna affollata e l'acqua, il pilota finisce per scegliere quest'ultima, considerandola il male minore. Una seconda ipotesi è quella della sbandata sull'olio lasciato sul tracciato dal motore in avaria della Mercedes di Stirling Moss, transitata poco prima. Alberto comunque sguscia dalla macchina inabissata e risale a galla raggiungendo il sommozzatore che già si è tuffato in suo soccorso. Anche se ricoverato precauzionalmente all'ospedale di Monte Carlo, il pilota è praticamente illeso.
Al comando del Gran Premio viene così a trovarsi il regolare Trintignant con la Ferrari. Il solo ulteriore momento entusiasmante della corsa è dato dall'inseguimento di Castellotti, che si porta a 15” dal nuovo leader e riduce poi il distacco fino a soli 11”. L'inseguimento però non ha successo, e nelle ultime tornate il lodigiano della Lancia è costretto a ridurre il ritmo, tanto che alla fine il distacco sale nuovamente a 20”. La corsa si conclude con la prima vittoria in Formula 1 di Maurice Trintignant (coltivatore di viti in quel di Nîmes e zio dell'attore Jean-Louis), con il posto d'onore di Castellotti con la D50, con la terza piazza della Maserati di Behra condotta anche dal giovane Cesare Perdisa
| Pos | N° | Pilota                    | Auto     | Giri | Tempo/Causa Ritiro | Pos. griglia | Punti |
| --- | -- | ------------------------- | -------- | ---- | ------------------ | ------------ | ----- |
| 1   | 44 | Maurice Trintignant       | Ferrari  | 100  | 2:58:09.8          | 9            | 8     |
| 2   | 30 | Eugenio Castellotti       | Lancia   | 100  | +20.2 sec          | 4            | 6     |
| 3   | 34 | Jean Behra Cesare Perdisa | Maserati | 99   | +1 giro            | 5            | 2     |
| 4   | 42 | Nino Farina               | Ferrari  | 99   | +1 giro            | 14           | 3     |
| 5   | 28 | Luigi Villoresi           | Lancia   | 99   | +1 giro            | 7            | 2     |
| 6   | 32 | Louis Chiron              | Lancia   | 95   | +5 giri            | 19           |       |
| 7   | 10 | Jacques Pollet            | Gordini  | 91   | +9 giri            | 20           |       |
| 8   | 48 | Piero Taruffi Paul Frère  | Ferrari  | 86   | +14 giri           | 15           |       |
| 9   | 6  | Stirling Moss             | Mercedes | 81   | +19 giri           | 3            |       |
| Rit | 40 | Cesare Perdisa Jean Behra | Maserati | 86   | Uscita di pista    | 11           |       |
| Rit | 26 | Alberto Ascari            | Lancia   | 80   | Incidente          | 2            |       |
| Ret | 46 | Harry Schell              | Ferrari  | 68   | Motore             | 18           |       |
| Rit | 36 | Roberto Mieres            | Maserati | 64   | Trasmissione       | 6            |       |
| Rit | 12 | Élie Bayol                | Gordini  | 63   | Trasmissione       | 16           |       |
| Rit | 2  | Juan Manuel Fangio        | Mercedes | 49   | Trasmissione       | 1            | 1     |
| Rit | 8  | Robert Manzon             | Gordini  | 38   | Cambio             | 13           |       |
| Ret | 4  | André Simon               | Mercedes | 24   | Motore             | 10           |       |
| Rit | 18 | Mike Hawthorn             | Vanwall  | 22   | Acceleratore       | 12           |       |
| Rit | 14 | Louis Rosier              | Maserati | 8    | Perdita carburante | 17           |       |
| Rit | 38 | Luigi Musso               | Maserati | 7    | Trasmissione       | 8            |       |

## Statistiche

### Piloti
- 1ª vittoria per Maurice Trintignant
- 1° podio per Cesare Perdisa e Eugenio Castellotti
- 1º Gran Premio per Cesare Perdisa
- 1° e unico Gran Premio per Ted Whiteaway
- Ultimo Gran Premio per Alberto Ascari

### Costruttori
- 20° vittoria per la Ferrari
- 1° e unico podio per la Lancia
- Ultimo Gran Premio per la HWM

### Motori
- 20ª vittoria per il motore Ferrari
- 1° e unico podio per il motore Lancia (in realtà il Motore V8 costruito dalla Lancia è arrivato sul podio altre 12 volte utilizzato dalla Scuderia Ferrari a Monza 1955 e in tutta la stagione 1956)

### Giri al comando
- Juan Manuel Fangio (1-49)
- Stirling Moss (50-80)
- Maurice Trintignant (81-100)

## Classifica Mondiale
| Pos | Pilota                | Punti |
| --- | --------------------- | ----- |
| 1   | Maurice Trintignant   | 11.33 |
| 2   | Juan Manuel Fangio    | 10    |
| 3   | Nino Farina           | 6.33  |
| 4   | Eugenio Castellotti   | 6     |
| 5   | José Froilán González | 2     |
|     | Roberto Mieres        | 2     |
|     | Luigi Villoresi       | 2     |
|     | Jean Behra            | 2     |
|     | Cesare Perdisa        | 2     |
| 10  | Umberto Maglioli      | 1.33  |
| 11  | Stirling Moss         | 1     |
|     | Hans Herrmann         | 1     |
|     | Karl Kling            | 1     |